# 에스타디오 나시오날 데 칠레
에스타디오 나시오날 데 칠레(스페인어: Estadio Nacional de Chile→칠레 국립경기장)는 칠레 산티아고에 위치한 다목적 경기장이다. 칠레에서 가장 큰 경기장이며 47,000명을 수용할 수 있다. 경기장 주변에는 테니스 경기장, 수영 경기장, 체조 경기장, 자전거 경기장 등이 들어서 있다. 1937년 2월 착공되어 1938년 12월 3일 준공되었고 독일 베를린에 위치한 올림피아슈타디온을 모델로 하여 건설되었다.
1962년 FIFA 월드컵 경기가 열린 경기장 가운데 하나이며 결승전 경기가 이 곳에서 열렸다. 1973년 칠레 쿠데타로 군사 정권이 들어선 이후에는 한때 강제 수용소로 사용되기도 했다. 2009년 미첼 바첼레트 칠레 대통령이 경기장 현대화 사업 계획을 발표했고 2014년 산티아고에서 열린 남아메리카 게임에 맞춰 보수 공사가 진행되었다.
2015년 코파 아메리카에서 개최국인 칠레 대표팀의 경기는 모두 이곳 한 경기장에서만 진행되었고 칠레는 그 덕분에 우승을 차지했다.

## 사진

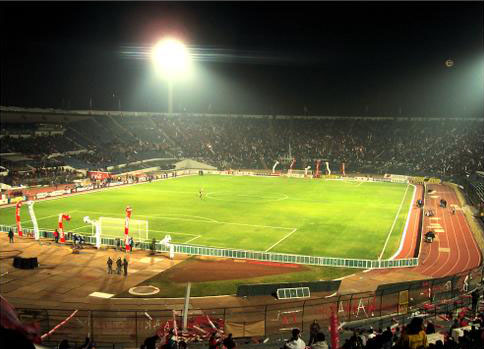
경기장 내부 모습
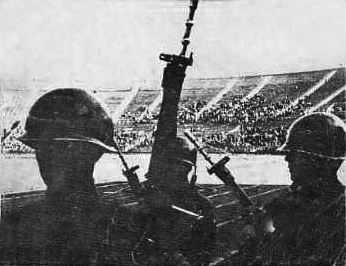
1973년 칠레 쿠데타 과정에서 경기장에 진입하여 경계를 서고 있는 칠레 군인들

## 기록

### 1962년 FIFA 월드컵
| 날짜            | 팀 1         | 스코어 | 팀 2           | 라운드 |
| --------------- | ------------ | ------ | -------------- | ------ |
| 1962년 5월 30일 | 칠레         | 3 - 1  | 스위스         | 2조    |
| 1962년 5월 31일 | 서독         | 0 - 0  | 이탈리아       | 2조    |
| 1962년 6월 2일  | 칠레         | 2 - 0  | 이탈리아       | 2조    |
| 1962년 6월 3일  | 서독         | 2 - 1  | 스위스         | 2조    |
| 1962년 6월 6일  | 서독         | 2 - 0  | 칠레           | 2조    |
| 1962년 6월 7일  | 이탈리아     | 3 - 0  | 스위스         | 2조    |
| 1962년 6월 10일 | 유고슬라비아 | 1 - 0  | 서독           | 8강    |
| 1962년 6월 13일 | 브라질       | 4 - 2  | 칠레           | 준결승 |
| 1962년 6월 16일 | 칠레         | 1 - 0  | 유고슬라비아   | 3-4위  |
| 1962년 6월 17일 | 브라질       | 3 - 1  | 체코슬로바키아 | 결승   |

### 1974년 FIFA 월드컵 예선 대륙간 플레이오프
| 날짜             | 팀 1 | 스코어 | 팀 2 | 라운드           |
| ---------------- | ---- | ------ | ---- | ---------------- |
| 1973년 11월 21일 | 칠레 | 2 - 0  | 소련 | UEFA vs CONMEBOL |